# Банка
Банка је пословна организација, која нуди финансијске услуге за профит. Традиционалне услуге банке укључују примање депозита новца, давање новца из депозита, процесовање новчаних трансакција и услуге кредитирања. Многе банке нуде подршку финансијских услуга предузећима, индустријским и другим врстама компанија и корпорација, у циљу увећавања профита; нпр., кредитирање, пакети осигурања, разна финансијска улагања, подршку у размјени тржишних добара. У суштини, банка посредује између финансијски суфицитарних трасактора, стварајући сопствене обавезе према њима, и финансијски дефицитарних трасактора и сектора, стварајући потраживања од њих. На обавезе банка даје пасивну каматна стопу, а на потраживања активну. Разлика између активне и пасивне каматне стопе представља профит банке.
Појам Банка потиче од латинске речи banco, која означава клупу (тезгу, у данашњем смислу шалтер). Прва модерна банка, Банка Светог Ђорђа (Casa di Sant Giorgio) је основана 1407 год. у Ђенови у Италији.

## Историја
Данас банке пружају разноврсне услуге, али оне заправо имају два главна задатка. Први је задатак примање улога од људи и чување њихова новца док им изнова не затреба; и други, да дају новац у зајам људима који су им за то вољни платити камату. Због тога је банкарство старо колико и историја. У старом Вавилону, Египту и Грчкој људи су се бавили банкарством. Храмови су обично били места где се улагао новац. У Риму је 210. године пре наше ере објављена уредба којом се на Форуму одређује место за мењаче новца. Међутим, у средњем веку узимање камата се сматрало грехом, па су неке земље забрањивале својим грађанима да оснивају банке. Наравно, неки су се људи и даље тиме бавили. Тако су у средњем веку мењачи новца у Италији обављали свој посао на улици, на клупи; клупа се на италијанском језику каже банцо, па је отуда и дошао назив "банка". Савремено банкарство први пут се јавило у Венецији 1587. године, када је основана Banco di Rialto. Та је банка примала улоге и дозвољавала улагачима да пишу чекове на новац што су га имали у банци. Године 1619. Banco del giro преузела је Banco di Rialto и давала признанице на уложено сребро и злато; те су признанице употребљаване као новац. Амстердамска банка, основана 1609, такође је издавала потврде које су употребљаване као "банчин новац". У Енглеској су златари истовремено били и банкари све до 1694. године, када је утемељена Енглеска банка, која је држала монопол на јавно банкарство у Енглеској све до 1825. године. The most famous Italian bank was the Medici Bank, established by Giovanni Medici in 1397. The oldest bank still in existence is Banca Monte dei Paschi di Siena, headquartered in Siena, Italy, which has been operating continuously since 1472.

## Банкарство
Банкарство је систем пословања, у чијој основи се налази интерес. Најважнији посао банке као основног субјекта у систему банкарства је интерес на зајам - што значи да банка даје новац на зајам на одређено време а након истека тог периода добија новац назад уз увећану вредност-камату или интерес. Постоји много варијација али ово је суштина банкарства. Банка обавља и неке споредне делатности (нпр. инвестиционе, спонзорске) али све оне су у функцији оплођеног новца - за банкара новац који не доноси добит, него стоји неоплођен, је новац који губи вредност.

## Банкарски послови
Банкарски послови су послови које банке обављају по традицији или на основу законске регулативе.
Ти послови банке, могу се поделити:
- билансним критеријумом
- Функционалним критеријумом
- по рочности

Према билансном критеријуму банкарски послови се деле на:
- Пасивне банкарске послове
- Активне банкарске послове
- Неутралне банкарске послове
- И Сопствене банкарске послове

По рочности банкарски послови се деле на:
- Краткорочне
- Средњорочне
- Дугорочне

Према функционалном критеријуму банкарски послови се деле на:
- послови мобилизације средстава
- кредитни послови
- комисиони послови
- сопствени послови

## Врсте Банака
Најстарије банке су биле универзалног карактера, јер су за своје комитенте обављале све врсте послова. Привредни развој, нарочито трговине и индустрије, условио је специјализацију банака. Тако да данас имамо:
- Централна банка
- Пословне банке
- Комерцијалне банке
- Инвестиционе банке
- Универзалне банке

## Глобализација у банкарској индустрији
У модерном времену дошло је до огромних смањења препрека глобалној конкуренцији у банкарској индустрији. Повећање телекомуникација и других финансијских технологија, као што је Блумберг, омогућило је банкама да прошире свој досег широм света, јер више не морају бити блиски купци како би управљали својим финансијама и својим ризиком. Раст прекограничних активности такође је повећао потражњу за банкама које могу пружати различите услуге преко граница различитим националностима. Међутим, упркос овим смањењима баријера и расту прекограничних активности, банкарска индустрија није ни приближно глобализована као неке друге индустрије. У САД, на пример, врло мало банака се чак брине о Ригл-Ниловом закону, који промовише ефикасније међудржавно банкарство. У великој већини земаља широм света, тржишно учешће банака у страном власништву је тренутно мање од десетине свих тржишних удела банака у одређеној држави. Један од разлога што банкарска индустрија није у потпуности глобализована је да је погодније да локалне банке дају кредите малим предузећима и појединцима. С друге стране, за велике корпорације није важно у којој се држави налази банка, јер су финансијске информације корпорације доступне широм света.